# Клебан-Бик (селище)
Клеба́н-Бик — селище Іллінівської сільської громади Краматорського району Донецької області, України.

## Загальні відомості
Відстань до центру громади становить близько 15 км і проходить автошляхом Т 0516.
Землі Клебан-Бика межують із землями села Катеринівка Донецької області.
Біля селища розташований зупинний пункт Клебанбик. Поблизу Клебан-Бика річка Клебан-Бик впадає до Кривого Торця. Також поруч розташоване Клебан-Бицьке водосховище та регіональний ландшафтний парк «Клебан-Бик».

## Історія
Перша письмова згадка про Клебан-Бик - грамота від 1500 року, де зазначені межі Запорозької Січі: "... річка Орель, Святогір'я, річка Кривий Тор та урочище Бичок".
ВІд 1720 року урочище Бичок називалося Клебіна. А від 1740 року – Клебан-Бик, що означає – западина на воді. У козацькій Україні тут були хутори Мала Катеринівка та Вишневий, де селилися відставні козаки Запорозької Січі.
Багато джерел свідчать, що по річці Клебан-Бик проходила у XVIII столітті межа між Кальміуською паланкою Запорозької Січі та землями Області Війська Донського, а найбільш раннім документом її згадки є указ Єлизавети Петрівни від 1746 року про вищезазначені розмежування, де вона значиться під назвою Бичок.
В документах запорозького козацтва її називали ще й Клибіною. В указі Катерини ІІ від 1772 року, що визначає межі вольностей запорозьких козаків, вже згадуються обидві назви цієї річки («від гатки, до урочища річки Бичка, званого Клибіною…»).
На мапі 1888 року поруч із сучасним селищем Клебан-Бик нанесено декілька безіменних хуторів при річці Клебан-Бик.

### Радянська доба
На мапі Артемівської округи від 1928 року на річці Клебан-Бик в місці впадіння її у Кривий Торець не нанесено жодного водосховища, чи розширення гирла річки.
Цього ж року постало питання про створення тут водосховища, через незадовільний стан водопостачання Костянтинівських, Дружківських та Краматорських заводів.
1929 року були проведені попередні топографічні та геологічні дослідження. 1930 року був складений технічний проєкт та розпочалося будівництво водосховища.
У 1935 році будівельні роботи були законсервовані.
Будівництво греблі та водосховища нерозривно пов'язані із виникненням самого селища. У довіднику на 1 січня 1936 року у складі Катеринівської сільради зазначене селище “Гребля Клепан Бик”.
На топографічних мапах від 1938-1939 року на місці сучасного селища нанесено селище Бикстрой, яке вже тоді мало розміри, подібні до сучасних. Також біля селища на річці Клебан-Бик окремо нанесено став, що підтверджує наявність гідротехнічної споруди.
На деяких іноземних ресурсах дубльованою назвою для селища так і значиться Бикстрой.
Постанова про будівництво водосховища була затверджена 10 травня 1940 року. Для цього “Донбасводтресту” виділили 1086 гектарів землі.
“Донбасводтрест” - це державний трест з будівництва та експлуатації магістральних водопроводів Донбасу. Був створений 28 квітня 1930 року.
До 1944 року жодних робіт не проводилося. У період Другої світової війни частина споруд водосховища була зруйнована, частина стала непридатною для використання.
17 січня 1947 року Сталінський облвиконком ухвалив рішення про переселення населених пунктів Катеринівка, Красна Долина та хутір Вишневий у зв'язку з будівництвом Клебан-Бицького водосховища.
Згідно з постановою, село Катеринівка, яке до 1947 року розташовувалося на березі річки Клебан-Бик (близько 3,5 км на північний захід від центру сучасного села) переноситься на нове місце.
"Все село в кількості 92 будинки мають перенести нижче греблі, поруч із селищем "Донбасводтресту" (нині - селище Клебан-Бик), яке будується. На південний захід від нього на відстані 1-2 км від урізу води, розташувати житлові будівлі, а тваринницькі ферми - в районі балки Сухої на відстані 1 км від селища на схід."
Красна Долина, Вишневий та частково стара територія Катеринівки нині затоплені.
Від 1949 року починається будівництво Другого донецького водогону. Його будівництво було завершено за 5 років. Для тимчасового забезпечення водою міста Донецьк, було передбачено прокласти магістральний водовід від Клебан-Бицького водосховища до Донецької фільтрувальної станції. Що дозволило подавати 20-22 тис. куб. метрів води на добу. На насосній станції біля Клебан-Бицького водосховища встановили насоси і наприкінці 50-го року вода надходила до Донецька.
10 серпня 1954 року Катеринівську та Іванопільську сільські ради, Костянтинівського району Сталінської області, об’єднують в одну сільську раду та присвоюють їй найменування Клебан-Бицька, з центром в селищі Клебан-Бик.
З утворенням Клебан-Бицької сільської ради, до неї також увійшли села Катеринівка та Плещіївка.
В селищі розташовувалася ділянка Часовоярського районного управління “Укрпромводчермет”, який постачав питну воду містам Донеччини.
Середня школа побудована 1952 року, тут 20 вчителів та 167 учнів. Будинок культури на 150 місць побудований 1956 року, лікарня на 28 медпрацівників, дві крамниці, їдальня, поштове відділення.
30 листопада 1956 року рішенням Сталінського облвиконкому населені пункти: Іванопілля, Гладківка, Павлівка та Неліпівка Клебан-Бицької сільської ради передали у підпорядкування Олександро-Шультинській сільській раді Костянтинівського району.
18 лютого 1981 року у зв’язку з переїздом виконкому Клебан-Бицької сільської ради в нову адміністративну будівлю в селі Катеринівка, було вирішено перенести центр Клебан-Бицької сільської ради до села Катеринівка. А сільську ради перейменувати на Катеринівську.

## Економіка
Клебан-Бицький кам'яний кар'єр входив у трест «Сталіннерудбуддеталь». Трест поєднував собою кар'єри в різних частинах області, що тоді називалася Сталінською.
Каміння з каменоломні відправляли на численні повоєнні відбудови найближчих міст: Костянтинівки, Торецька, Горлівки, Дружківки. Можливо, що частину використовували під час будівництва греблі Клебан-Бицького водосховища.
Будинки в селищі також збудовані з каменю місцевого кар’єру. З місцевої каменоломні виготовлено й бруківку, якою вимощені алеї в парку та вулиця Паркова.
За словами місцевих жителів, спочатку ці пагорби періодично підривали динамітом, а потім працювала техніка та люди. Поряд із колишнім кар'єром проходить ділянка залізниці, що давало можливість навантаження каменю у вагони безпосередньо поблизу місця видобутку.
1 січня 1959 року кар’єр було закрито. Пізніше сюди приїжджали тренуватися альпіністи-початківці. Деякі ресурси навіть позначають місце колишнього кар'єру, як скеледром. Проте відомо декілька трагічних випадків.

## Назва
Гідронім фіксується з другої половини XVIII століття і має багато варіантів: Клебань Бик; Клебан Бик; Клебін Бик; Клебен Бик; Клибін Бик; Клевань Бик; Клібіл Бик; Клімін Бик; Клабин Бик; Клєпен Бик; Клепан Бик; Кінбен Бичок; Клібін Бичок; Бичок.
Гідронім складається з двох частин, що злилися в одне слово, із загальною флексією, що на письмі позначається дефісом. Основу обох частин, ймовірно, становлять народні географічні терміни бик, бичок, що мають значення: “скелястий берег”, “кам'яний стрімчак”, “камінь у воді”, “вузький стрімкий мис між двома відвершками яру, балки”, “плоска рівнина між вершинами” тощо.
Вже втрачений і ніде не зареєстрований географічний термін “клебань” міг мати таке ж значення, що й ковбань - “глибока яма, наповнена водою, улоговина” (з яких іноді витікають струмки та річки).
Слово клебань спочатку вживалося при гідронімі Бик у ролі детермінативу, спочатку ще не входячи до складу назви, а лише вказуючи на характер географічної реалії, що має назву Бик. Пізніше відбулося злиття цих двох слів в одній назві: Клебан(ь)-Бик, Клебан(ь)-Бика, Клебан(ь)-Бику тощо.
У народній мові в наш час найчастіше зустрічається варіант Кльопан Бик. Першу його частину інформанти осмислюють як коротке причастя від дієслова клепати, а бик – як назву опори моста.

## Населення
За даними перепису 2001 року населення селища становило 468 осіб, із них 85,12 % зазначили рідною мову українську та 14,88 % — російську.

## Вулиці
- вулиця Вчительська;
- вулиця Зелена;
- вулиця Набережна;
- вулиця Паркова (колишня Радянська);
- вулиця Шкільна.[17]

Колишня вулиця Радянська була перейменована в Паркову.